# Herb Witebska
Herb Witebska – jeden z symboli miejskich Witebska.

## Opis herbu

### Opis oficjalny z 2004 roku
Герб города Витебска представляет собой изображение на голубом поле испанского щита образа Спаса Спасителя в профиль, под ним размещается обнаженный червленый меч. В ка) честве щитодержателей – фигурки ангелов.

Tłumaczenie: 

Herb miasta Witebsk przedstawia w polu błękitnym tarczy hiszpańskiej obraz Zbawiciela z profilu, pod nim znajduje się obnażony miecz czerwony. Jako trzymacze – figury aniołów.

### Opis oficjalny z 2009 roku
Герб города Витебска представляет собой испанский щит, в голубом поле которого изображен образ Спасителя, обращенный вправо, вокруг его головы сверху справа – буквы «ΙΣ» и слева – буквы «ΧΣ» с титлами, ниже справа и слева - две буквы «C» с титлами. В нижней части щита изображен направленный острием влево серебряный меч с золотой рукоятью. Щит расположен в красном картуше барочной формы, который дополнен красными цветами и зелеными лентами. Под ним находятся две лавровые ветви зеленого цвета, перевитые красной лентой. Герб венчает херувим с распростертыми крыльями. В качестве щитодержателей изображены два ангела с лентами голубого цвета в руках.

Tłumaczenie:

Herb miasta Witebsk przedstawia hiszpańską tarczę, w polu błękitnym przedstawiony jest obraz Zbawiciela, zwrócony w prawo, obok jego głowy od góry po prawej – litery „ΙΣ” i po lewej – litery „ΧΣ” z tytłami, poniżej z prawej i lewej strony – dwie litery „С” z tytłami. W dolnej części tarczy przedstawiony jest skierowany ostrzem w lewo srebrny miecz ze złotą rękojeścią. Tarcza znajduje się w czerwonym barokowym kartuszu, ozdobionym czerwonymi kwiatami i zielonymi wstążkami. Pod nim znajdują się dwie gałązki laurowe, przeplatane czerwoną wstążką. Herb wieńczy cherubin z rozpostartymi skrzydłami. Jako trzymacze dwa anioły z błękitnymi wstążkami w rękach.

### Opis polski
W tarczy herbowej hiszpańskiej w polu błękitnym profil Jezusa Zbawiciela. Powyżej z prawej litery złote „ΙΣ”, z lewej „ΧΣ”, niżej z prawej i lewej „C”. Poniżej profilu Jezusa Zbawiciela skierowany w lewo miecz srebrny z rękojeścią złotą. Za tarczą kartusz barokowy czerwony, zwieńczony cherubinem z rozpostartymi skrzydłami, podtrzymywany przez stojące na wstędze zielonej anioły ze wstęgami błękitnymi w rękach. Pod nim dwie gałązki laurowe zielone.

## Historia

### Nowożytność
W 1559 roku miasto korzystało z pieczęci z twarzą Jezusa. Z kolei Bartosz Paprocki w 1578 podaje, że herb województwa witebskiego to Pogoń i miasto Witebsk też używa takiego herbu. Herb z profilem Jezusa Zbawiciela został nadany Witebskowi przez Zygmunta III 17 marca 1597 roku.

#### Zabory
Witebsk znalazł się w zaborze rosyjskim po I rozbiorze Polski w 1772. W 1781 miasto otrzymało nowy herb (tarcza dwudzielna, w polu górnym dwugłowy orzeł, godło Rosji, w polu dolnym w czerwono-srebrne pasy Pogoń).

### Współczesność
Status herbu Witebska został uregulowany w 2004 roku dekretem prezydenta Białorusi. Następna zmiana nastąpiła w 2009 roku – zaktualizowano projekt graficzny.